# マール (クロノ・トリガー)
マール（Marl、英語版ではMarle）は、スクウェア（現・スクウェア・エニックス）のコンピュータゲーム「クロノシリーズ」に登場する架空の人物で、『クロノ・トリガー』のヒロイン。本名はマールディア（英語版ではNadia）。

## プロフィール
- マール:16歳 158cm 45kg
- とっても明るく元気でおてんばな少女
- 現代に暮らしており武器はボウガンもしくは弓。属性は水

## ゲーム中での活躍
主人公クロノとリーネ広場でぶつかりペンダントを落としてしまう。ペンダントを拾ってくれたクロノに自分は町から来たと言って、千年祭の見物に同行する。その後彼女は実はガルディアの王女マールディア（名前を変えている場合は最初の3文字＋ディア）であることが序盤で明らかになるが、表示される名前はマールのままでストーリーは進む。彼女は父親である国王とケンカをして城を抜け出し千年祭に来ていたところをクロノと出会った。マールはクロノと千年祭を見て回り、クロノの友人ルッカの発明品の転送装置テレポットの実演に参加する。装置が作動したそのとき、マールのペンダントが怪しく光り出し、時代を超えて中世へ転移してしまう。後に判明することであるが、彼女の持っていたペンダントは、実は古代の魔法王国ジールのサラの持っていたものと同じもので、魔法の力が込められていたため、テレポットとの相互作用が時空の裂け目であるゲートを開いた。
A.D.600年の中世に飛ばされたマールはガルディア城の兵士に発見され、行方不明のリーネ王妃と間違えられ城へ連れていかれる。やがてクロノがリーネ王妃と呼ばれていた彼女と再会したそのとき、ふいに彼の目の前からマールが消えてしまった。後からやってきたルッカがクロノにマールの素性を説明し、先祖である王妃が殺されるためにマールの存在がなくなることを告げた。カエルと名乗る呪いで蛙の姿となった剣士とともに大臣に化けていたマノリア修道院の魔物ヤクラからリーネ王妃（と本物の大臣）を救い出すと、マールは無事に現れた。
この冒険の後、マールはクロノにエスコートされてA.D.1000年のガルディア城へと帰ってきたが、クロノはマールを誘拐したテロリストとして逮捕されてしまう。クロノはルッカの助けも借りて刑務所から脱獄した。マールは父と大臣を説得するも、クロノは赦されなかった。頑固な父親に嫌気が差したマールは2人と共に城から逃げ出す。
逃げ込んだのはA.D.2300年の荒廃した未来の世界へ続くゲート。未来はA.D.1999年のラヴォスの日を境に暗いものとなっていた。マールはラヴォスの日を防ぐことを提案する。ラヴォスを倒すという目的がゲームの最終目標となる。
ゲームを通してガルディア王家に関わる真実が王と大臣の口から語られる。大臣によれば、国王は自分の仕事を何よりも優先し、妻アリーチェ王妃ですらも省みなかったという。まだ幼いうちに王妃が亡くなったため、当時のマールには母の死が理解できなかった。妻の死に際でさえも国王は国務に忙しく死に際を看取ることはしなかった。終盤のサイドシナリオにおいては、現代のガルディア王国の大臣もやはり魔物ヤクラ13世が化けていたことが発覚する。ヤクラ13世は先祖の恨みを晴らすべく王族を仲違いさせようと目論み、クロノの命を奪おうとしていた。そして発覚した真実は、国王はアリーチェの死を看取っていて、王妃が人々に囲まれて安らかな死を迎えたことだった。真相を知ったマールは父と和解する。
マルチエンディングの一つ「反省会」ではルッカと共に登場し、各キャラクターについてメタ的な発言（感想）を行う。またこのエンディングでは唯一クロノが喋っており、二人で「今」の時代を旅しに行く（遅れてルッカも合流）という結末になっている。
プレイステーション版では、エンディングにクロノとマールが結婚するムービーが追加されている。次作の『クロノ・クロス』ではクロノ及びルッカと共に子供の姿で登場している。PS版のボーナスムービーではA.D.1005年にガルディア王国が滅亡することが語られているが、『トリガー』と『クロス』二つのゲームの間の20年の間に彼女に何があったのかは判明していない。

### 本編以外の登場
続編『クロノ・クロス』では子供の姿の幻影となって登場。クロノ、ルッカと共に主人公セルジュを導き、最終決戦の際はラヴォスに囚われたサラを助けてほしいと頼んだ。なお、幻影となっているのは「この次元では死亡している」ことを示唆するものだという。

## 特徴
ボウガンを武器とし、撃つには敵の距離が近すぎる場合は（ルッカと同じく）武器で直接殴っている。
特技は回復系の技に偏重したサポート型で、同じ水属性であり高度な回復魔法を覚えるカエルよりも回復に特化したキャラクターとなっている。特に味方一人を戦闘不能から完全回復させる「アレイズ」は彼女しか使えない。元々の魔力もカエルより高いため、単体回復能力はトップクラスとなる。習得する「ヘイスト」の効果も優秀。
ただしサポート特化型であるが故に戦闘能力はあまり高いとは言えず、時の最果てで戦いの神スペッキオから魔法を教わるまでは攻撃技が1つも無い。魔法を教わるとアイス、アイスガといった氷系の魔法を覚えるが、他のキャラクターと違ってシャイニングやフレア等に相当する最強魔法が存在しないため終盤では攻撃力不足が目立つようになる。
彼女が本領を発揮するのは連携の時であり、「ひょうがなげ」「アイスガソード」など、彼女の氷系魔法を組み合わせた連携技には威力が非常に高いものが多い。その他にも彼女の強力な回復魔法を味方全体に広げたり、先述のアレイズを戦闘不能になると自動発動するように"予約"する技など、強敵が相手ほど彼女の能力を最大限に発揮出来る。